# Tjäruholmen, Hangö
Tjäruholmen är en ö i Finland. Den ligger i kommunen Hangö i den ekonomiska regionen  Raseborgs ekonomiska region  och landskapet Nyland, i den södra delen av landet, 110 km väster om huvudstaden Helsingfors.
Tjäruholmen ligger mellan Hangö udd i söder och Bromarv i norr. Den skiljs från Gråön i norr av ett endast 20 meter brett sund och i öster är Tjäruholmen delvis sammanväxt med Strömsholmen och Bengtsår. 